# بیشچاد ناتیونال پارک
بیشچاد ناتیونال پارک (به لهستانی:  Bieszczady National Park) یک منطقهٔ مسکونی در لهستان است که در Subcarpathian Voivodeship, Poland واقع شده‌است.